# Харлиевка
Харли́евка (укр. Харліївка) — село на Украине, основано в 1605 году, находится в Попельнянском районе Житомирской области.
Код КОАТУУ — 1824787801. Население по переписи 2001 года составляет 686 человек. Почтовый индекс — 13540. Телефонный код — 4137. Занимает площадь 4,623 км².

## Адрес местного совета
13540, Житомирская область, Попельнянский р-н, с.Харлиевка, ул.Б.Житомирская, 6а